# Apanteles quadrifacies
Apanteles quadrifacies är en stekelart som beskrevs av Papp 1984. Apanteles quadrifacies ingår i släktet Apanteles och familjen bracksteklar. Inga underarter finns listade i Catalogue of Life.